# Панкратова, Анна Яковлевна
Панкратова, Анна Яковлевна (урождённая Медведева Анна Владиславовна, род. 9 июня 1970, Минск) — белорусская писательница, журналистка, поэтесса, композитор, певица, автор благотворительной программы по поддержке творческой молодежи Белоруси, автор идеи и руководитель т/о «Свои острова», автор многих песен трио «Фиеста».

## Творчество
На сцене с 1987 г.
С марта 2003 г. руководитель международного НКО «т/о „Свои острова“» (г. Москва, Россия)

### Сольные программы
- «Сны, которые возвращаются»
- «Междулетье»
- «Клоунада»
- «Парк Чеширского периода»
- «Светлый образ вечной девочки»
- «Сорок четыре: субъективная хронология»
- «Витражи московских луж»

### Лауреат фестивалей
- 1993 — им. Валерия Грушина (с трио «Фиеста»),
- 1994 — «Зеленый Гран-при» (Гродно),
- 1995 — «Весенний звездопад» (Минск)
- 2012 — лауреат I Всероссийского музыкального конкурса «Новые песни детства» (музыкальный проект «Дорогою добра», Москва)
- 2013 — номинант национальной литературной премии России «Писатель года»
- 2016 — номинант национальной литературной премии России «Писатель года»

### Организация фестивалей

#### Организатор и директор фестивалей
- «Менестрель» (1998, Минск)
- «Робинзонада» (1999, Минск)
- «Валдайский мастер-архипелаг» (2010, Валдай)
- «Мастер-архипелаг „МАЛАЯ РОДИНА“» (2011, Кулотино)
- «Мастер-архипелаг „Робинзонада“» (2012, Москва)
- организатор ежегодного слета друзей АП «Green-ДРАП» (Минск)

#### Участие в жюри фестивалей
- 1997 — «Лицедейство старого города» (Витебск),
- 1998 — «Лицедейство старого города» (Витебск),
- 1997 — «Менестрель» (Минск),
- 1998 — «Менестрель» (Минск),
- 1998 — «Острова» (фестиваль памяти А.Лопатина, Витебск),
- 2001 — фестиваль студенческой песни и поэзии (Минск),
- 2002 — «Острова» (фестиваль памяти А.Лопатина, Витебск),
- 2002 — фестиваль песни и поэзии (Апатиты),
- 2003 — «Романтика» (Самара)
- 2009 — «Славутич» (Славутич),
- 2010 — «Валдайский мастер-архипелаг» (Валдай)
- 2011 — «Дворянское гнездо» (Кулотино),
- 2011 — «Мастер-архипелаг „МАЛАЯ РОДИНА“» (Кулотино)
- 2012 — «Мастер-архипелаг „Робинзонада“» (Москва)
- 2013 — «Дворянское гнездо» (Кулотино)
- 2019 — «Деткон» (Москва)
- 2020 — «Деткон» (Москва)
- 2021 — «Менестрель» (Минск)
- 2022 — «Менестрель» (Минск)
- 2022 — «В лучах поэзии и музыки» (Минск)
- 2023 — «Серебряные струны» (Минск)
- 2023 — «Зеленый Гран-При» (Гродно)
- 2023 — «Менестрель» (Минск)

### Публикации
- «Рисунки на бумаге в клеточку» (1998, изд. «Западная Двина»)
- сборник «Детская литература 2013», 2 том
- литературный альманах «Золотая пчела» 2013
- «Эль со льдом» (2013, изд."Эдитус", Москва)[3][4]
- апология авторской песни Беларуси «Давайте знакомиться» (2014)
- сборник «Детская литература 2016» 8 том

#### Публиковалась в журналах
- «Парус»,
- «Такая жизнь»,
- «Женский журнал»,
- «Першацвет»,
- «Новгород литературный» (рецензия на авторский сборник стихов «Эль со льдом»)

### Дискография: CD
- 1995 — «Свой остров» (в исп. трио «Фиеста»)
- 1995 — «Трио „Фиеста“-1» (в исп. трио «Фиеста»)
- 1997 — «Маленький Анютыч» (песенки для детей и взрослых в исполнении автора и трио «Фиеста»)" (Бел.радио)
- 1997 — «Трио „Фиеста“-2» (в исп. трио «Фиеста»)
- 1998 — «Междулетье» (Bogdanov’Sound)
- 1999 — «P.F.(PostFactum)» (Bogdanov’Sound)
- 2007 — «Титры старой киноленты (избранное)»
- 2013 — «Новые песни для мальчиков, девочек, пап и мам» (в рамках благотворительного проекта «Дорогою добра», Москва. В исп. Руслана Алехно)
- 2014 — «Снежные письма: из Дании, с любовью…»
- 2017 — «Имбирь в шоколаде: Сны, Ветра и Облака…»

## Семья
Дети:
- Владимир (род. 1989),
- Елена (род. 1990),
- Арсений (род. 1995),
- Демьян-Даниил (род. 2001).